# لوكيميا نخاعية حادة
اللوكيميا النخاعية الحادة أو ابيضاض الدم النقوي الحاد هو مرض سرطاني خبيث ينتج بسبب تغير في الخصائص الجينية للخلايا الجذعية (Stem Cells) مما يؤدي لعدم تميزها إلى خلايا مختلفة مثل كريات الدم البيضاء (Leucocytes) وكريات الدم الحمراء (Erythrocytes) والصفائح الدموية (Platelets) وإنما كخلايا بدائية تُعرف بالخلايا الأرومية (Blast Cells).
يعد أبيضاض الدم النقوي من أكثر سرطانات الدم انتشارا بين البالغين، حيث يشكل ما بين 80% - 90% من حالات الإصابة بأبيضاض الدم النقوي الحاد. معدل الأعمار للمصابين بالمرض 68 عاما. وتزداد نسبة الإصابة سنويا من شخص واحد لكل 100000 شخص للذين أعمارهم تقل عن 30 عاما إلى 17 شخص لكل 100000 شخص للذين أعمارهم 75
 عاما. وينتشر المرض بين الذكور أكثر من الإناث. يتم تشخيص 11000 حالة سنويا في الولايات المتحدة الأميركية وذلك بمعدل 3.4 لكل 100000 شخص. مع أن أبيضاض الدم النقوي الحاد يُعتبر نادرًا نسبيًا فهو يمثل 1,2 % من وفيات السرطان في الولايات الأمريكية المتحدة،  إلا أن نسبته سوف تزداد في المُستقبل القريب بسبب إرتفاع مُتوسط أعمار السكان.
يوجد للمرض فروع عديدة ولكلًا منها تشخيص وعلاج خاص به. تتمُ المُعالجة بواسطة العلاج الكيميائي الذي يهدُف إلى التخفيف من المرض؛ ويمكن للمُصابين تلقي العلاج الكيميائي أو زراعة الخلايا الجذعية المُكونة للدم. وقد أثبتت البحوث مؤخرًا في على م الوراثة في أبيضاض الدم النقوي الحاد على قدرة الاختبارات بتحديد العقاقير والأدوية المُناسبة لمريض مُعين، وكذلك المدة التي من المرجحة للمريض للبقاء على قيد الحياة.

## تصنيف المرض

### التصنيف الفرنسي الأمريكي البريطاني
يعتمد الأطباء على تصنيف المرض للمحاولة بالتنبؤ وتوقع مسار المرض مما يساعد الطبيب على اختيار العلاج المناسب للمرض. في عام 1971 قام بعض العلماء الفرنسيين والأميركيين والبريطانيين بعمل تصنيف للمرض وذلك حسب شكل الخلايا المصابة ودرجة نموها وحسب تفاعلها مع بعض المواد الكيميائية، وعرف هذا التصنبف بتصنيف الفاب FAB. وبناء عليه تم تصنيف أبيضاض الدم النقوي الحاد إلى ثمانية أصناف.
| تصنيف أبيضاض الدم النقوي الحاد حسب FAB |                                                                                   |              |            |
| النوع                                  | الاسم                                                                             | نسبة الإصابة | مسار المرض |
| M0                                     | أبيضاض دم نقوي حاد غير متميز (Undifferentiated AML)                               | 5%           | سيئ        |
| M1                                     | أبيضاض نقوي الأرومات، نمو أولي (Myeloblastic leukemia)                            | 15%          | وسط        |
| M2                                     | أبيضاض نقوي الأرومات، نمو كامل (Myeloblastic Leukemia)                            | 25%          | جيد        |
| M3                                     | أبيضاض السلائف النقوي (Promyelocytic Leukemia)                                    | 10%          | أفضل       |
| M4                                     | أبيضاض وحيدي نقوي (Myelomonocytic Leukemia)                                       | 20%          | وسط        |
| M4 eos                                 | أبيضاض وحيدي نقوي مع كترة الأيوزينيات (Myelomonocytic Leukemia with Eosinophilia) | 5%           | جيد        |
| M5                                     | أبيضاض الوحيدات (Monocytic Leukemia)                                              | 10%          | وسط        |
| M6                                     | أبيضاض متعلق بسلسلة الكريات الحمر (Erythroid Leukemia)                            | 5%           | سيئ        |
| M7                                     | أبيضاض الخلايا كبيرة النواة الأرومي (Megakaryoblastic Leukemia)                   | 5%           | سيئ        |

### تصنيف منظمة الصحة العالمية
قامت منظمة الصحة العالمية (WHO) بوضع تصنيف جديد يعتمد على عوامل إضافية للتي إعتمدها تصنيف الفاب (FAB) مثل النمط الظاهري المناعي (Immunophenotype) وبعض الخصائص الوراثية الخلوية (Cytogenetic).
ويتم التصنيف على الشكل التالي:
- أبيضاض دم نقوي حاد يتصف بوجود خلل وراثي خلوي (Acute Myeloid Leukemia with Charecherstic genetic abnormalities) وعادة ما يكون هناك انتقال مكاني بين الكروموسومين 8 و21 والكروموسومين 15 و17، أو انقلاب في الكروموسوم 16. المصابين بهذا النوع لديهم فرصة جيدة للعلاج وتوقعات سير المرض تكون عادة جيدة.
- أبيضاض دم نقوي حاد يتصف بخلل التنسج متعدد السلالات (Acute Meyloid Leukemia with multilineage Dysplasia) ويصنف المرضى تحت هذا النوع إذا سبقت إصابتهم ب متلازمة خلل التنسج النقوي (Myelodysplastic Syndrome) أو متلازمة التكاثر النقوي (Myeloproliferative disease)، وعادة مسار المرض يكون سيئ.
- أبيضاض دم حاد نقوي نتيجة العلاج الكيميائي إما باستخدام مواد تحوي مجموعة الألكيل (Alkylating Agents) أو استخدام أدوية تعمل على تثبيط إنزيم (Topoisomerase II). ومسار المرض سيئ بالعادة.
- أبيضاض دم حاد نقوي غير محدد أو مصنف، ويتم الرجوع هنا لتصنيف الفاب FAB.

## الأعراض

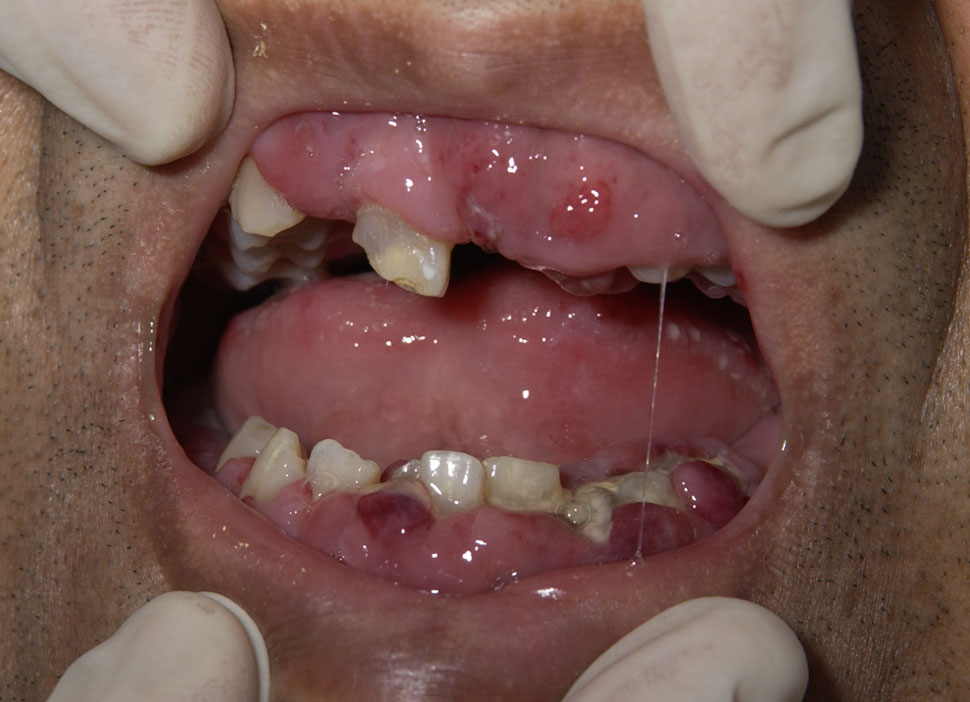
تورم اللثة بسبب تسلل خلايا سرطان الدم لدى شخص مصاب بسرطان الدم النقوي الحاد

معظم الأعراض التي تُصيب المريض تكون أعراض عامة كأعراض مرض الإنفلونزا مثل التعب والإرهاق وضيق النفس وفقدان الشهية وارتفاع الحرارة وفقدان الوزن وآلام في المفاصل والعظام، وفي بعض الأحيان يكون هناك تضخم للكبد والطحال وانتفاخ ونزيف من اللثة وظهور الحبرات (Petechia). وفي بعض الحالات لا يظهر المريض أية أعراض وإنما يتم الكشف عن المرض عند إجراء فحص دم روتيني. معظم الأعراض التي تظهر على المريض تكون نتيجة لفقر الدم (Anemia) وانخفاض في أعداد الصفائح الدموية وكريات الدم البيضاء مما يجعل المريض عرضة للإصابة بمختلف الأمراض.
يعتبر استبدال خلايا الدم البيضاء مع خلايا الدم الحمراء سببًا في ظهور أعراض وعلامات ابيضاض الدم النقوي الحاد. نقص إنتاج خلايا الدم البيضاء بشكل الطبيعي يجعل من جسم المريض عُرضة للعدوى، في حين أنه يتم اشتقاق الخلايا البيضاء من خلايا الدم السابقة، إلا أنها لا تملك القدرة على مُكافحة العدوى. ويمكن لانخفاض في عدد خلايا الدم الحمراء ما يُسمى بفقر الدم أن يُسبب التعب والشحوب وضيق في التنفس. ويمكن لنقص الصفائح الدموية يؤدي إلى كدمات سهلة أو النزيف مع رضوض بسيطة. من المُمكن ظهور تضخم الطحال في الإبيضاض الدم النقوي الحاد، وهي في العادة خفيفة ومع غياب الأعراض. يُعتبر حدوث تضخم في العقدة اللمفية أمر نادر في هذا المرض، على النقيض في ابيضاض الدم الليمفاوي الحاد. نادرًا، يُمكن لمتلازمة سويت أن تظهر في الإبيضاض الدم النقوي الحاد.
قد يُصابوا بعض المرضى الذين يعانون من أبيضاض الدم النقوي الحاد بتورم في اللثة بسبب تسلل خلايا اللوكيميا في أنسجة اللثة. ومن المُمكن أن تكون أول علامة على الإصابة بابيضاض الدم ظهور كتلة صلبة أو ظهور ورم خارج النخاع العظمي، يُسمى "chloroma". في بعض الأحيان لا يظهر على المُصاب أية أعراض. ويمكن اكتشاف سرطان الدم وبالمناسبة خلال فحص الدم الروتيني.

## أسباب الإصابة

### متلازمة خلل التنسج النقوي
تم ربط الإصابة بأبيضاض الدم النقوي كمضاعفات لبعض الأمراض مثل أبيضاض الدم النقوي المزمن (Chronic Myeloid Leukemia) وكثرة الحُمر الحقيقية 
(Polycythaemia Vera) والبيلة الهيموجلوبينية الليلية النوبية (Paroxysmal Nocturnal Haemoglobinuria).

### الوراثية
تمت ملاحظة أن بعض الأمراض ممكن أن تجعل الشخص أكثر عرضة للإصابة بالمرض ومن هذه الأمراض متلازمة داون ومتلازمة بلوم ومتلازمة كوستمان ومتلازمة ويسكوت ألدريتش ومتلازمة كلينفنتر وأنيميا فانكوني.

### الإشعاعية
الإشعاعات الناتجة عن القنبلة الذرية سببت العديد من حالات أبيضاض الدم الحاد للناجين وذلك بعد 5-7 سنوات من التعرض للإشعاعات. والعلاج بالأشعة ممكن أن يؤدي إلى الإصابة بالمرض خاصة إذا استخدم علاج كيميائي معه يحتوي على مواد بها مجموعة ألكيل Alkylating agents مثل ملفلان Melphalan وسايكلوفوسفمايد  Cyclophosphamide. أو استخدام أدوية ممكن أن تسبب أية أضرار لإنزيم topoisomerase II المسؤول عن تصليح الدنا DNA repair مثل Etoposide و Teniposide.

### التعرض الكيميائي
بعض الأدوية مثل Chloramphenicol و Phenylbutazone ممكن أن تسبب ضرر لنخاع العظم وبالتالي فرصة لنشوء المرض. والتعرض لبعض المركبات الكيميائية مثل البنزين والمبيدات الحشرية والتدخين تم ربطها كعوامل خطرة.

## آلية حدوث المرض
وجدت الأبحاث العلمية بأن الفيسيولوجيا المرضية لأبيضاض الدم النقوي الحاد ناتجة من الاضطرابات الوراثية الخلوية مثل الانتقال المكاني للكروموسومات، وتؤثر هذه الاضطرابات على عاملين رئيسين وهما:
- العوامل الناسخة (Transcription Factors) للخلايا النقوية وبالتالي عدم نموها بشكل صحيح وعدم تمايزها.
- الطفرات المنشِطة في عمليات نقل الإشارة (Signal Transduction).

حيث وجد أن هنالك تغيرات في العوامل الناسخة في الخلايا النقوية أدت إلى تغير في مكونات نقل الإشارة مما يؤدي إلى إنتاج ناقل إشارة غير صحيح ويؤدي إلى عدم نقل الرسالة الصحيحة لعوامل ناسخة أخرى مسؤولة عن تمايز الخلايا. وبما أن عملية نقل الإشارة ممكن أن تأخذ أكثر من مسار (Pathway)، وجد أن بعض المسارات تعطي الخلايا المستهدفة خاصية التكاثر السريع، ومن هنا نجد تلك الأعداد الضخمة من الخلايا الغير متمايزة.

## تشخيص المرض
يتم استخدام عدة طرق لتشخيص المرض مخبريا، ومن أهمها:
- عد كامل لمكونات الدم (Complete Blood Count): حيث يتم ملاحظة هبوط كل من الهيموجلوبين والصفائح وارتفاع كريات الدم البيضاء، وفي بعض الأحيان يوجد هناك هبوط في أعداد الكريات البيض. يتم أخذ صورة للدم ويتم البحث فيها عن وجود خلايا أرومية (Blast Cells).
- عمل فحوصات خلوية كيميائية (Cytochemistry) على عينة من نخاع العظم وإجراء بعض الفحوصات الكيمائية مثل صبغ العينة بأنواع خاصة من الصبغات مثل (MPO, PAS, nonspecific esterase) لتميز وتحديد صنف المرض. وكما هو الحال مع الدم يتم أخذ صورة لنخاع العظم وتقرأ باستخدام المجهر.[6]
- عمل فحوصات النمط الظاهري المناعي (immonophenotyping) باستخدام جهاز عداد الخلايا (Flow Cytometry). وظيفة هذا الجهاز عد خلايا الدم التي تحوي على علامات معينة تسمى عناقيد التميز (Clusters of Differentiation) للتميز بين أنواع الخلايا السرطانية وتحديد صنف المرض.[6]
- الفحوصات الخلوية المناعية (Immunocytochemistry) مبدأ التشخيص يعتمد على عناقيد التميز ولكن باستخدام طرق مناعية بدلا من استخدان أشعة الليزر والحاسوب في جهاز عداد الخلايا.[6]
- الفحوصات الوراثية الخلوية وذلك بدراسة النمط النووي (Karyotype) للخلية باستخدام التهجين الموضعي المتألق (Fluorescent in situ Hybridization) وملاحظة وجود أية اضطرابات خلوية مثل انقلاب الكروموسومات أو تبديل أماكنها أو حذف جزء منها.[6]
- استخدام فحص مصفوفات الدنا الدقيقة (Microarrays) وهو فحص متقدم جدا ويعمل على إظهار نشاط الجينات في عينة الحامض النووي. وأظهرت بعض التقارير أن هذه التقنية صحيحة بنسبة 100% في الكشف عن بعض الأنواع السرطاناية الناتجة من الاضطرابات ال وراثية الخلوية وبنسبة 90% في تحديد الأنواع الأخرى.[19]

## توقع مسار المرض
توقع مسار المرض عامل مهم جداً لتحديد استراتيجية العلاج، ومن أهم هذه العوامل المحددة لمسار المرض هي دراسة الكروموسومات وتشخيص الاضطرابات الوراثية الخلوية.
وجدت الأبحاث أن المرضى المصابين بالاضطربات الوراثية الخلوية من نوع الانتقال المكاني بين الكروموسومين 8 و 21 والكروموسومين 15 و 17 وانقلاب الكروموسوم 16 أن مسار المرض يكون جيد وهناك احتمال كبير بأن يتم علاج المرض. بينما الاضطربات الوراثية الخلوية من نوع الانقلاب في الكروموسوم 3 والانتقال المكاني بين الكروموسومين 6 و 9 والكروموسومين 9 و 22 تؤشر إلى أن المرض مساره سيئ.

## العلاج
يتم استخدام عدة طرق لمحاولة علاج المرض ومن أهمها وأكثرها شيوعا هو العلاج الكيميائي، ويتم استخدام العلاج بالأشعة للمحاولة للسيطرة على المرض وعدم انتقاله للأعضاء الأخرى والعلاج المناعي لدعم المريض مناعيا وجعله مقاوما للأمراض المعدية ومرض السرطان.

### العلاج الكيميائي
يعطى المريض العلاج الكيمائي عى شكل مرحلتين: الأولى للمحاولة للوصول إلى مرحلة الشفاء التام (بوجود أقل من 5% من الخلايا الأرومية في نخاع العظم) والمرحلة الثانية ما بعد الشفاء ويتم فيها معالجة المريض لفترة من الزمن لمنع انتكاسة المريض وعودة المرض له.
الهدف الرئيسي للعلاج الكيميائي هم إما تدمير الخلايا السرطانية أو إعطابها لتأخير سير المرض، ويتم ذلك بتفاعل المواد الكيميائية مع الدنا أو الرنا للخلية السرطانية مما يمنعها من التكاثر والنمو. ومن الأمثلة على العلاج الكيميائي والتي أثبتت جدواها استخدام (Cytrabine (Ara-C في 7 جرعات يومية في الوريد مع Anthracycline على شكل 3 جرعات يومية وبشفاء كامل من المرض وبنسبة 65%-80% للمرضى تحت سن 60 عام.
يتسبب العلاج الكيمائي ببعض الأعراض الناتجة من سُمية المواد المستخدمة في العلاج مما يؤدي إلى إسهال وتقيأ وغثيان والتهاب الغشاء المخاطي للفم

### العلاج بالأشعة
في بعض الحالات وخاصة الأمراض من نوعي M4، M5 نسبة ضئيلة من المرضى بإمكان المرض أن ينتقل إلى السحايا وإلى سائل النخاع الشوكي. ولعدم إمكانية العلاج الكيميائي للعلاج في تلك الأماكن يتم استخدام العلاج بالأشعة للسيطرة على المرض. ويتم اسخدام العلاج بالأشعة أيضا عند تكوين بعض الأورام.

## علم الأوبئة
أبيضاض الدم النقوي الحاد هو سرطان نادر نسبيًا. هناك ما يقرب من 10,500 حالة جديدة في كل عام في الولايات المتحدة، ومعدل الإصابة ظلت مستقرة في الفترة من 1995 حتى عام 2005. وتمثل 1.2٪ من مجموع وفيات السرطان في الولايات المتحدة.
تزداد الإصابة بالمرض مع التقدم في السن، يبلغ مُتوسط العمر عند التشخيص 63 عامًا. يُشكل أبيضاض الدم النقوي الحاد نحو 90% من جميع سرطانات الدم الحادة لدى البالغين لكنه نادرًا لدى الأطفال. يُعتبر المرض أكثر شيوعًا عند الرجال مُقارنة مع النساء مع نسبة ذكر/أنثى 1:1,3.

## التاريخ

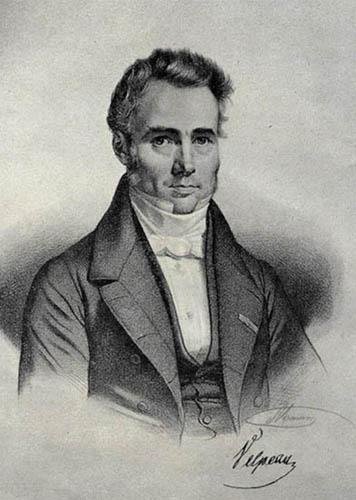
ألفريد فيلبو

نشر أول وصف لحالة سرطان الدم في الأدبيات الطبية في عام 1827، آنذاك وصف الطبيب الفرنسي ألفريد-أرماند-لويس-ماري فيلبو، بائع زهور يبلغ من العُمر 63 عامًا الذي أُصيب بمرض يتميز الحمى، الضعف، حصاة كلوية وتتضخم الكبد والطحال. وأشار فيلبو إلى أن دم هذا المريض لديه إتساق «مثل العصيدة»، وتكهن على أن سبب ظهور الدم هو وجود جُسيمات بيضاء. في عام 1845، مجموعة من المرضى الذين لقى حتفهم «مع تضخم الطحال والتغيرات في الألوان واتساق دمائهم»، أعتاد إخصائي علم الأمراض في أدنبره J.H. Bennett على وصف هذه الحالة المرضية بمصطلح "leucocythemia".
وقد صاغ إخصائي علم الأمراض رودولف فيرشو مُصطلح "سرطان الدم" الألماني الشهير في عام 1856. بوصفه رائدًا في استخدام المجهر الضوئي في علم الأمراض، وكان فيرشو أول من وصف الزيادة الغير طبيعية للخلايا الدم البيضاء في مرضى متلازمة السريرية التي وصفها فيلبو وبينيت. وكان فيرشو غير مُتأكدًا من مُسببات الزيادة في خلايا الدم البيضاء، لكنه وصفها بمصطلح اللوكيميا" (أغريقية: "دم أبيض") للإشارة إلى الحالة.
حدث تقدم سريع في فهم أبيضاض الدم النقوي الحاد بفضل تطور التكنولوجيا الجديدة. في عام 1877، وضع باول إرليخ تقنية تلوين الجسم الحي والتي سمحت له بوصف التفاصيل العادية والغير العادية لخلايا الدم البيضاء. قدم فيلهلم ايبشتاين مصطلح «اللوكيميا الحادة» في عام 1889، وذلك لتمييز أبيضاض الدم المزمن وأبيضاض الدم المُميتة سريعة التدرج. وقد أدخل فرانز ارنست كريستيان نيومان مُصطلح «نقوي» عام 1869، كما أنه كان أول من أدرك أن خلايا الدم البيضاء يتم إنتاجه في النخاع العظمي (اليونانية (لغة إغريقية): µυєλός, myelos = (عظام) نخاع) بدلًا من الطحال. وكان موسلر أول من قام بوصف الأسلوب لتشخيص أبيضاض الدم في عام 1879. وفي عام 1900، قام أوتو بتمييز أرومية النقوية، وهي خلية خبيثة تقاوم الأبيضاض الدم النقوي الحاد، وكما قام أوتو ناجيلي بتقسيم أبيضاض الدم إلى نقوي ولمفاوي.

## أثناء فترة الحمل
ويعتبر ارتباط سرطان الدم بالحمل شيئا نادرًا والتي تُصيب إمرأة حامل من 10,000 إمراة حامل. يعتمد علاجُها في المقام الأول على نوع سرطان الدم. يعتبر علاج سرطان الدم الحاد عدواني، على الرغم من المخاطر الكبيرة لفقدان الجنين (الإجهاض) والتشوهات الخلقية، خاصة إذا ما تم إعطاء المرأة المُصابة علاج كيميائي خلال الربع الأول من الحمل.

## انطر أيضًا
- ابيضاض الدم النقوي المزمن